# Palacios de Goda
Palacios de Goda település Spanyolországban, Ávila tartományban. Palacios de Goda Arévalo, Aldeaseca, Donvidas, Muriel de Zapardiel, San Pablo de la Moraleja, Montejo de Arévalo és Donhierro községekkel határos. Lakosainak száma 397 fő (2024).

## Népesség
A település népessége az utóbbi években az alábbiak szerint változott:
| Lakosok száma | 503  | 455  | 476  | 455  | 456  | 425  | 423  | 400  | 387  | 397  |
|               | 2001 | 2004 | 2006 | 2009 | 2011 | 2014 | 2016 | 2019 | 2021 | 2024 |